# Кромолін
Кромолін (пол. Kromolin) — село в Польщі, у гміні Жуковиці Ґлоґовського повіту Нижньосілезького воєводства.
Населення — 581 особа (2011).
У 1975-1998 роках село належало до Легницького воєводства.

## Демографія
Демографічна структура станом на 31 березня 2011 року:
|          | Загалом | Допрацездатний вік | Працездатний вік | Постпрацездатний вік |
| -------- | ------- | ------------------ | ---------------- | -------------------- |
| Чоловіки | 284     | 59                 | 200              | 25                   |
| Жінки    | 297     | 64                 | 173              | 60                   |
| Разом    | 581     | 123                | 373              | 85                   |